# Pittsburgh Yellow Jackets
Die Pittsburgh Jellow Jackets waren eine US-amerikanische Eishockeymannschaft aus Pittsburgh, Pennsylvania. Die Mannschaft spielte zwischen 1915 und 1937 unter anderem in der International Hockey League sowie der Eastern Hockey League.

## Geschichte
Das Franchise der Pittsburgh Yellow Jackets spielte von 1915 bis 1925 in der United States Amateur Hockey Association (USAHA). Nachdem die Liga aufgelöst worden war, verkaufte der Besitzer der Yellow Jackets seine Mannschaft, die der neue Teambesitzer von 1925 bis 1930 als Pittsburgh Pirates in der National Hockey League spielen ließ. Nachdem die Pirates 1930 umgesiedelt und durch die Philadelphia Quakers ersetzt worden waren, nahmen die Yellow Jackets wieder den Spielbetrieb auf und spielten von 1930 bis 1932 in der professionellen International Hockey League. Nachdem die Mannschaft zwischendurch in keiner Liga aktiv gewesen war, spielten die Yellow Jackets von 1935 bis 1937 in der Eastern Hockey League, ehe das Team endgültig aufgelöst wurde.